# スタテンアイランド・フェリー (カクテル)
スタテンアイランド・フェリー (Staten Island Ferry) とは、リキュールをベース（基酒）とする、カクテルの1種である。

## 概要
スタテンアイランド・フェリーは、氷を入れたグラスに、マリブとパイナップル・ジュースを等量ずつ注いだカクテルである。そのフレーバーはピニャ・コラーダに似ている。しかしピニャ・コラーダとは違い、このカクテルはココナッツミルクを必要としないので、ココナッツミルクのないバーでバーテンダーがピニャ・コラーダを求められた時に代わりに作られる場合がある。